# Arthur Hays Sulzberger
Pour les articles homonymes, voir Sulzberger.
Arthur Hays Sulzberger (1891-1968) était un patron de presse et journaliste américain. Il a dirigé pendant vingt-six ans le New York Times.

## Biographie

### Origine
Arthur Sulzberger était le fils de Cyrus L. Sulzberger, un marchand de coton, et de Rachel Peixotto Hays, descendante d'une ancienne famille de juifs sépharade, qui avait compté parmi ses membres l'un des fondateurs du New York Stock Exchange.
Diplômé de la Horace Mann School en 1909 et de l'université Columbia en 1913, où il a étudié le journalisme, il a épousé en 1917 Iphigene Bertha Ochs, fille d'Adolph Ochs, qui avait racheté en 1896 le New York Times.  En 1918, il commence sa carrière de journaliste au sein du quotidien et devient le patron en 1935, au décès de son beau-père.

### Parcours
Il a été l'éditeur du New York Times de 1935 à 1961, faisant passer le tirage, au cours de ces vingt-six ans, de 465 000 à 713 000 exemplaires quotidiens. Sous sa direction, le titre est devenu l'un des journaux les plus influents de la planète et a gagné trois Prix Pulitzer. L'effectif a doublé pour atteindre 5 200 salariés tandis que le chiffre d'affaires a été multiplié par sept pour atteindre 117 millions de dollars. 
Turner Cattledge, qui fut pendant dix-sept ans le directeur de la rédaction du New York Times, se souvient qu'il avait pour habitude de « faire clairement connaître ses opinions » et qu'il « recherchait des dirigeants qui partagent sa vision des choses, s'efforçant par ses paroles comme par ses actes de donner un certain ton au journal ». Dès les années 1930, le journal soutient la politique du New Deal, menée par le président américain Franklin Delano Roosevelt.
Arthur Hays Sulzberger s'est retrouvé en première ligne au moment du Maccarthysme, lorsque des auditions ont été imposées par les parlementaires au sein de son journal. Le New York Times avait été alors contraint de renvoyer tous ses employés qui ont invoqué le Cinquième amendement de la Constitution des États-Unis, qui vise à protéger contre les abus de l'autorité du gouvernement dans une procédure juridique, pour refuser ces auditions. Cette procédure donnera lieu à un contentieux juridique. Arthur Hays Sulzberger estimait que les auditions étaient une forme d'intimidation mais ne souhaitait pas employer de salariés communistes. Il a par ailleurs été l'un des administrateurs de la Fondation Rockefeller, de 1939 à 1957.

### Succession
Son fils Arthur Ochs Sulzberger a repris le contrôle du journal, qui a ensuite été légué à son petit-fils, Arthur Ochs Sulzberger, Jr.. Conformément à son souhait, les héritiers de la famille (1891-1968) ont conservé le contrôle du New York Times, via le Trust familial Ochs-Sulzberger, qui contrôle 98 % des actions de classe B, les seules à être détentrices d'un droit de vote. La grande majorité des autres actionnaires détiennent des actions de classe A, partiellement dépourvues de droit de vote, et assorties en compensation d'autres privilèges sur le plan purement financier.
Pour « empêcher les divisions internes et les prises de pouvoir externes », le système mis en place prévoit qu'au moins six des huit administrateurs doivent leur donner leur accord avant toute modification des statuts du journal.